# Harry Bedford
Henry Bedford, plus connu sous le nom de Harry Bedford (né le 15 octobre 1899 à Calow dans le Derbyshire, et mort le 24 juin 1976 à Derby), est un joueur de football international anglais qui évoluait au poste d'attaquant, avant d'ensuite devenir entraîneur.

## Biographie

### Carrière de joueur

#### Carrière en club
Harry Bedford joue principalement en faveur des clubs de Blackpool et de Derby County.

#### Carrière en sélection
Harry Bedford reçoit deux sélections en équipe d'Angleterre entre 1923 et 1924, inscrivant un but.
Il joue son premier match en équipe nationale le 21 mai 1923, contre la Suède (victoire 2-4 à Stockholm). Il joue son second match le 22 octobre 1924, contre l'Irlande du Nord. Il inscrit un but lors de ce match, pour une victoire 3-1 à Liverpool.

## Palmarès
| Blackpool - Championnat d'Angleterre D2 : - Meilleur buteur : 1922-23 (32 buts) et 1923-24 (34 buts). |  | Derby County - Championnat d'Angleterre D2 : - Vice-champion : 1929-30. |  | Newcastle United - Coupe d'Angleterre (1) : - Vainqueur : 1931-32. |  | Chesterfield - Championnat d'Angleterre D3-Sud : - Vice-champion : 1933-34. |